# 一澪かずや
一澪 かずや （いちれい かずや、1951年10月18日 - ）は、日本の作詞家、作曲家。岡山県赤磐市出身。
1981年、ビクターより作詞家として「星とともに」でレコードデビュー。大阪を中心に、カラオケ大会の審査員、テレビ・ラジオのゲスト出演、音楽のプロデュースを手掛けている。1990年代、芸能活動の幅を広げる為、東京に拠点を移す。

## 略歴
1981年
- ビクターより作詞家として『星とともに』でレコードデビュー。
- 大阪を中心にカラオケ大会の審査員、テレビ、ラジオのゲスト出演、音楽のプロデュースを手がける。
- 関西テレビ『関西テレビ運転免許教室』TV CM出演。

1993年
- サンテレビ『全日本カラオケ歌謡選手権』審査員。

1996年
- 芸能活動の幅を広げる為、東京に拠点を移す。

2004年
- ホリプロタレントスカウトキャラバンよりスカウトされた宮藤マミのシングル「忘れられた季節」収録曲の作詞、作曲、音楽プロデュースを手掛ける[2]。
- ドワンゴ『いろメロミックス』TV CM出演。サラリーマンバージョンの主役を担当。

2006年
- 日清食品『カップヌードル イタリア・トリノ オリンピック編』TV CM出演。
- アメリカン航空『東京～シカゴ バスケット編』TV CM出演。

2007年
- 全経連・全国カラオケ推進協会主催『全国カラオケ大会』審査員。

2008年
- 全経連・全国カラオケ推進協会主催『全国カラオケ大会』審査員。

2009年
- 全国カラオケ推進協会主催『全国カラオケ大会』審査委員長。
- 東久邇宮文化褒章受賞。

2013年
- 麻布演劇市 第189回公演 舞台作品「人は来たりて見よ」キャスティング・プロデューサー担当。

2017年
- SHINING劇場 第1回公演 舞台作品「THE LAST DAY」ゼネラル・プロデューサー担当。
- SHINING劇場 第2回公演 舞台作品「THE LAST DAY」（再演）ゼネラル・プロデューサー担当。
- SHINING劇場 第3回公演 舞台作品「THE LAST DAY」（再々演）ゼネラル・プロデューサー担当。
- SHINING劇場 第4回公演 舞台作品「評決」ゼネラル・プロデューサー担当。

2018年
- 劇場型ショートドラマ「お父さん、ありがとう」エグゼクティブ・プロデューサー担当。（主演：渡辺裕之、出演：岡田彩花、穐田和恵、茜屋日海夏、吉岡毅志）
- 劇場型ショートドラマ「LOVE ゼミコン -愛の"前奏曲（プレリュード）"-」ゼネラル・プロデューサー担当。（出演：坂口渚沙、谷川聖、人見古都音、渡辺裕之）
- SHINING劇場 第5回公演 舞台作品「評決」（再演）ゼネラル・プロデューサー担当。
- SHINING劇場 第6回公演 舞台作品「評決」（再々演）ゼネラル・プロデューサー担当。
- SHINING劇場 第7回公演 舞台作品「銀色の殺意」ゼネラル・プロデューサー担当。
- SHINING劇場 第8回公演 舞台作品「銀色の殺意」（再演）ゼネラル・プロデューサー担当。（出演：堀川りょう、横島亜衿、今沙栄子）
- SHINING劇場 第9回公演 舞台作品「銀色の殺意」（再々演）ゼネラル・プロデューサー担当。（出演：堀川りょう、都築麗、平口みゆき、今沙栄子）

2019年
- 短編映画「父と娘で奏でる奇跡の唄声」エグゼクティブ・プロデューサー担当。（監督：佐藤重直、主演：堀川りょう、下尾みう、結城航星）
- 映画「青春のしおり」企画担当。（監督：佐藤重直、主演：小原春香、主題歌：中村雅俊）
- 映画「ファイティング！〜学生囲碁交流戦〜」企画担当。（主演：立仙愛理、出演：山田栄子、長江健次、堀川りょう、結城航星）

2021年
- 裕子と弥生 40周年記念作品としてリリースされたシングル「郷愁の詩 / 花巻ひとり」収録曲の作詞、作曲、プロデュースを担当[3]。

## 主な楽曲
- 宮藤マミ
  - 忘れられた季節
  - Generation
  - 愛しい笑顔

- 裕子と弥生
  - 郷愁の詩
  - 花巻ひとり

## テレビCM
- 関西テレビ『関西テレビ運転免許教室』TV CM出演
- ドワンゴ『いろメロミックス』TV CM出演（サラリーマンバージョン）
- 日清食品『カップヌードル イタリア・トリノ オリンピック編』TV CM出演
- アメリカン航空『東京～シカゴ バスケット編』TV CM出演

## その他
- 日本音楽著作権協会 会員
- 日本作家クラブ 会員
- 日本音楽振興会 役員
- 日本音楽振興協会（一般社団法人レールズ） 賛助会員